# Луминешти (Алба)
Луминешти (рум. Luminești) насеље је у Румунији у округу Алба у општини Соходол. Oпштина се налази на надморској висини од 1000 m.

## Становништво
Према подацима из 2002. године у насељу је живело 120 становника.

### Попис2002.
| Расподела становништва по националности 2002.‍ | Расподела становништва по националности 2002.‍ | Расподела становништва по националности 2002.‍ | Расподела становништва по националности 2002.‍ | Расподела становништва по националности 2002.‍ |
| --------------------------------------------- | --------------------------------------------- | --------------------------------------------- | --------------------------------------------- | --------------------------------------------- |
|                                               |                                               |                                               |                                               |                                               |
| Румуни                                        | Румуни                                        |                                               | 103                                           | 85,8%                                         |
| Роми                                          | Роми                                          |                                               | 17                                            | 14,2%                                         |